# Protonym
En protonym är en term eller ett namn, som varit ett arbetsförslag, men aldrig kommit i allmänt bruk. Att klassas som protonym innebär inte att benämningen är upphävd, men det är inte heller något som rekommenderas för framtida bruk, eftersom sedermera ett annat ord blivit fastställt att gälla.
Inom zoologisk taxonomi är en protonym det allra första namn som givits ett taxon, och är alltså likalydande med den ursprungliga synonym som senare namn baseras på. Inom botaniken används istället ordet "basionym" för samma begrepp.

## Etymologi
Av grekiska protos = 'först', och onoma = 'namn'.